# Szannjásza

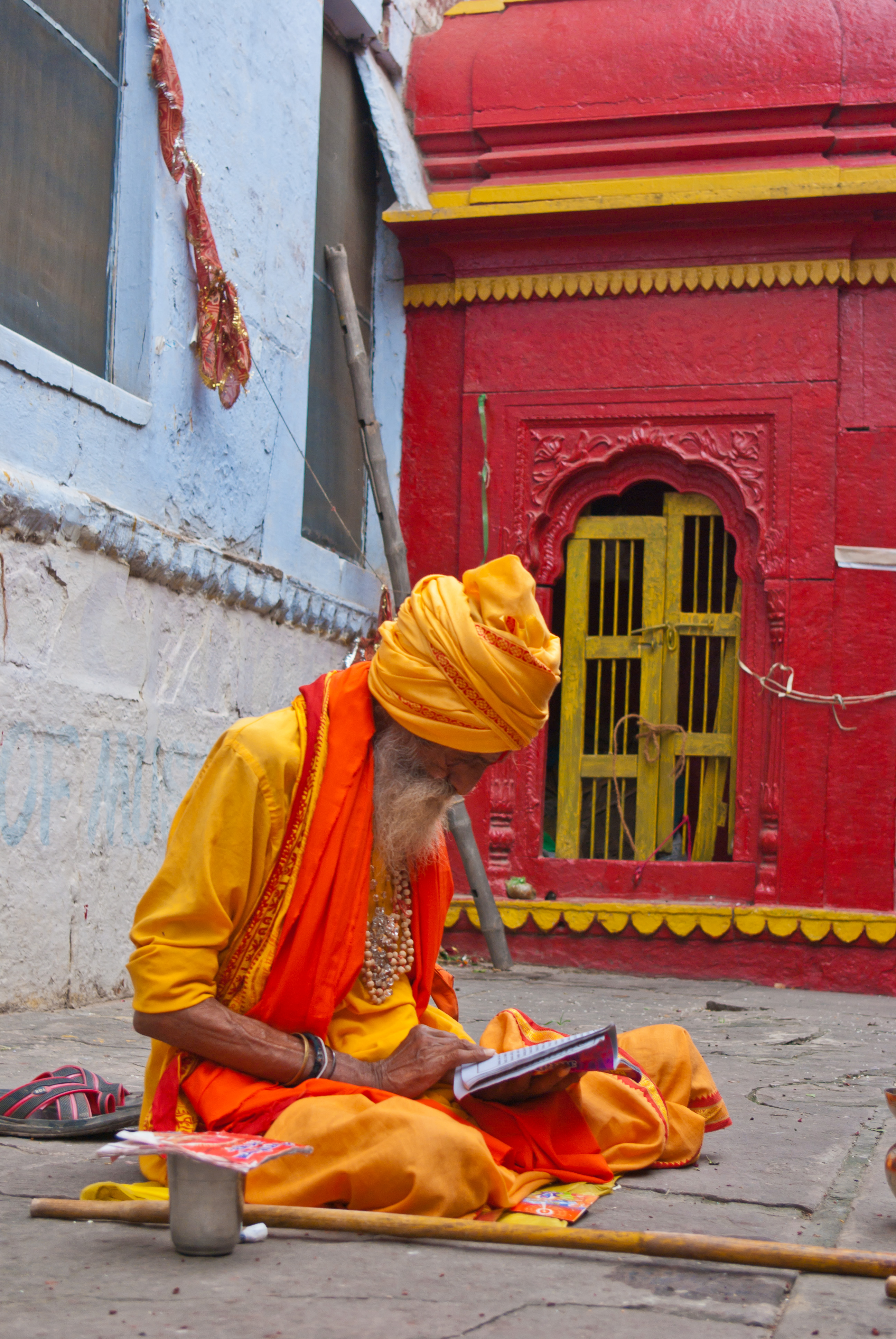
Szannjászi Varanasziban

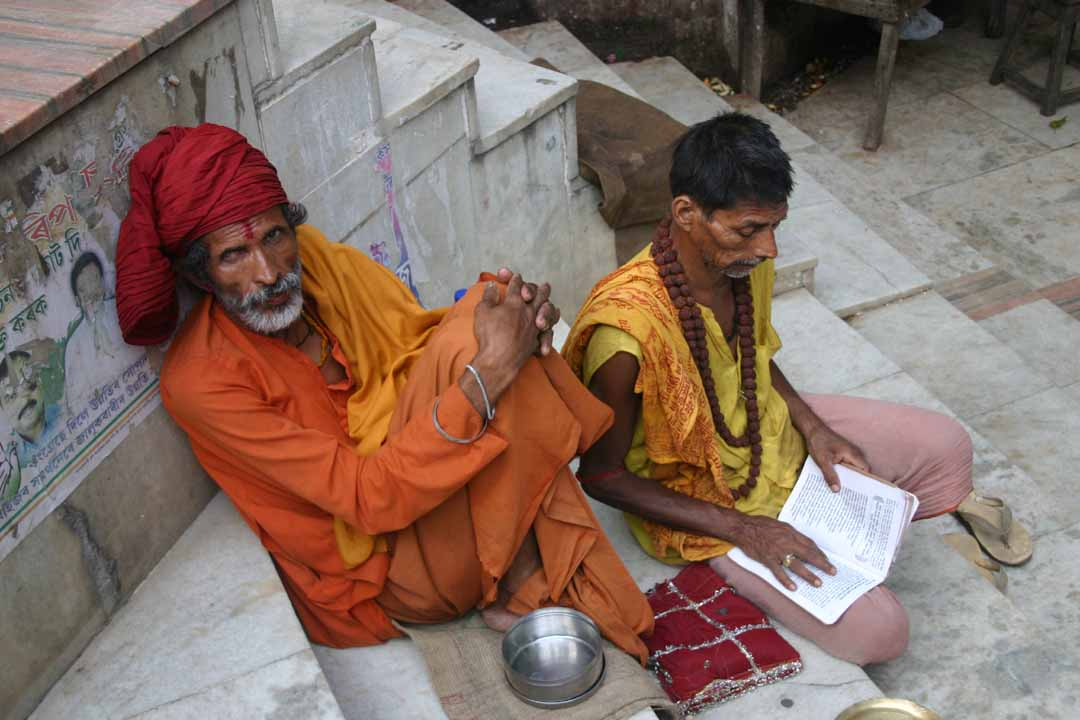
Egy szannjászi

A szannjásza vagy szanjásza, (szanszkrit: सन्न्यास sannyāsa és संन्यास saṃnyāsa, angol: sannyasa) a hinduizmusban a négy lelki rend (ásrama) utolsó periódusa, a lemondás jegyében élt élet, az aszketizmus egy formája. 
A szannjászi, egyéb átírásokkal: szanjászi, szannyászi, szannjászin (szanszkrit: संन्यासिन्) a lemondott ember. Nőnemű képviselője a szanjászini.
A szanjásza szó megtisztulást, lemondás-t, felajánlás-t jelent. A szanjászi a világról lemondott ember, aki életét kizárólag a magas minőségű és szent célok érdekében tartja fenn. 
Otthontalan és a külső világról teljesen lemond, belső minőségeit próbálja hangolni, összehangolni, megtalálni a legmagasabb tudat állapotát. Okkersárga színű ruhát visel, mert az okker a tűz színe. Ez azt jelképezi, hogy a teste már "elégett", már nem számít, már nincs jelen, és a társadalomtól, a közösségtől a legszükségesebbeken kívül nem igényel semmit. Továbbá azt jelzi, hogy viselője tiszta, mint a tűz. Ez a ruha emlékezteti őt a földi élvezetek elutasítására. 
Sokan kopaszra borotválják a fejüket, mivel lemondanak a külső szépségről. Kopaszságuk jelzi, hogy minden külső szépségről lemondtak és csak az önvalóban tartózkodnak, amely a legfőbb szépség. A mundana (मुण्डन), vagyis a fej megborotválása jelképezi továbbá hogy nincs többé kötődésük az anyagi világhoz. Nem szabad többé vágyniuk semmilyen értéktárgyra. A fej leborotválása egyszerűen a külső képe annak a tudatállapotnak, amelyet a teljes vágytalanság és a világi élvezetektől való elfordulás jellemez. 
A szannjászinak a világgal szemben nincsenek anyagi elvárásai; csak ad, ha teheti, szolgál, ha teheti, áldoz – mindezt az egész emberiség érdekében. Mindössze három feladata maradt: a saucsa (belső tisztaság), a bhiksá (alamizsnagyűjtés) és a dhjána (meditáció). 
Egyes szannjászik egy templom közelében élnek, mások hajléktalanként vándorolnak. Az aszkéták, a szádhuk és a szvámik, az úgynevezett hindu szerzetesek a szannjászik közé tartoznak. A szannjásza bármely életszakaszban felvehető, így fiatalkorban, családfőként és a gyermekek felnevelése után is. A lehetőség bármikor nyitva áll.

## Szannjásza, mint tudatállapot
A szannjásza nem más, mint tudatállapot. Az az igazi szannjászí, aki megszabadult minden vágytól és önzéstől és rendelkezik minden szattvikus tulajdonsággal, éljen bár életet a családjával. 
Az igazi lemondás a szenvedélyekről, a vágyakról, az önzésről és a vászanákról (rejtett vágy) való lemondást jelenti. Ha elménk tiszta és mentes minden kötődéstől és szenvedélytől, akkor szannjászik lehetünk – nem számít, hogy az erdőben vagy egy város nyüzsgésében élünk, hogy fehér ruhát vagy narancsszínű leplet viselünk, hogy leborotváljuk a fejünk vagy nem. Az elménket kell megborotválni! Ez azt jelenti, hogy meg kell szabadulni minden világi kötődéstől, önző vágyaktól, szenvedélytől, nemi vágytól, mohóságtól, dühtől stb. Ez az igazi borotválkozás. 
A fizikai tárgyakról való lemondás nem igazi lemondás. A valódi lemondás az elme megtagadását jelenti. Nem a lét megtagadásáról van szó, hanem a vágyaktól, a kívánságoktól való megszabadulásról. A lemondás lényege az önösség feladása.

## Szannjásza és védánta
A szannjásza és a védánta bizonyos formája mindig kéz a kézben járnak. Egyik nem lehet teljes a másik nélkül. Amikor a kettő összeforr, megszületik a bölcs, aki a legmagasabb szintű tudás birtokosa. A szannjásza megszabadítja az egyént az egótól és a negatív jelenségektől, a védánta pedig feltölti igazsággal. A védántát nem lehet megérteni anélkül, hogy a szannjásza segítségével meg ne szabadulnánk az egótól, a szannjásza pedig kárba vész, ha nem törekszünk a legmagasabb rendű cél elérésére a védánta révén. 
A védánta nem kívánja hogy lemondjunk e világról. Azt szeretné, ha megváltoztatnánk mentális hozzáállásunkat, feladnánk az "én" és az "enyém" téves, illuzórikus képzetét. 
A kígyóbűvölő a kobrának mindössze a két méregfogát távolítja el. A kígyó ettől még ugyanaz marad, ugyanúgy sziszeg és kivillantja a fogát. Valójában ugyanúgy viselkedik, mint korábban. A kígyóbűvölő mentális hozzáállása változott meg. Már tudja, hogy nincsenek méregfogai a kígyónak. Ugyanígy kell eltávolítani az elme két méregfogát is: az én és enyém gondolatait. Csak ekkor hagyhatjuk az elmét szabadon járni-kelni. Ezután mindig szamádhiban leszünk. 
A végső megszabadulás nem a vándorbot felvételével, a fej leborotválásával és a narancsszínű lepellel érhető el. Az az igazi szannjászi, aki bölcsességgel rendelkezik, ez a legfőbb ismertetőjegye. A bölcs szannjászi az, aki még álmában is folyamatosan tudatában van valódi természetének, nem csak éber állapotban.

## Fordítás
- Ez a szócikk részben vagy egészben  a   Sannyasin című német Wikipédia-szócikk fordításán alapul.  Az eredeti cikk szerkesztőit annak laptörténete sorolja fel. Ez a jelzés csupán a megfogalmazás eredetét és a szerzői jogokat jelzi, nem szolgál a cikkben szereplő információk forrásmegjelöléseként.